# Agnès Le Louchier
Agnès Françoise Le Louchier (également Anna Franziska); née vers 1660 et morte en février 1717 à Paris, est une aristocrate française et comtesse d'Arco.

## Biographie

### Famille
Agnès-Françoise Le Louchier est la fille de Jean François Le Louchier, seigneur de Popuelles et Charlotte d'Aubermont. Elle est issue de la noblesse wallonne et fut l’aînée d'une famille de quatorze enfants. 

### Rencontre de l'électeur bavarois
La rencontre d'Agnès-Françoise Le Louchier avec l'électeur bavarois Maximilien-Emmanuel de Bavière est arrangée par les autorités françaises alors que celui-ci était gouverneur des Pays-Bas espagnols. Elle le suit plus tard à Munich et en 1694, peu de temps avant le mariage de Max Emmanuel avec sa seconde épouse Thérèse-Cunégonde Sobieska, elle épouse un officier bavarois, le comte Ferdinand von Arco, devenant ainsi comtesse d'Arco. Peu de temps après son mariage, elle se rend à Amsterdam, aux Pays-Bas, où elle donne naissance à un fils que l'électeur reconnait : Emmanuel-François-Joseph de Bavière (1695-1747) qui deviendra plus tard son fils préféré. Elle revient à Bruxelles peu de temps après sa naissance.

### Retour à Paris
En 1700, l'électrice Thérèse-Cunégonde Sobieska souhaite se séparer de son mari en raison de son infidélité mais ils finissent par se réconcilier. En raison de changements de gouvernement, l'électeur et sa femme retournent à Munich. La comtesse d'Arco se rend à Paris en mission pour établir des relations politiques en faveur de l'électeur. Le succès de cette tâche lui rapporta un revenu de 10 000 thalers à vie. 
À la fin du XVIIe siècle, la comtesse d'Arco fréquente le milieu des artistes parisiens. Elle soutient l'élève de Lebrun, Joseph Vivien (1657-1735), qui est l'un des peintres au pastel les plus célèbres de son temps et qui travaille plus tard pour l'électeur et sa famille. Elle contribue également à la décoration de l'intérieur des extensions du pavillon du château de Nymphembourg. À cette fin, elle se rend spécialement à Turin pour sélectionner les tissus des revêtements muraux.
Lorsqu'éclate la Guerre de succession d'Espagne, l'électeur soutient le prétendant Français Philippe, duc d'Anjou (qui est son neveu). Il est chassé de ses états par l'armée impériale et doit s'exiler. 
Veuve en 1703, la comtesse d'Arco vécut avec l'électeur pendant son exil de 1704 à 1715. Elle ne rencontre l'électrice Thérèse-Cunégonde Sobieska que le 8 avril 1715 et mourut à Paris en 1717 à l'âge de 57 ans.